# Henri Pavin de Lafarge
Pour les articles homonymes, voir Pavin.
Henri de Pavin de Lafarge est un industriel et homme politique français, né le 17 octobre 1889 à Viviers en Ardèche et décédé dans la même ville le 30 juin 1965.

## Biographie

Blason Famille Pavin de Lafarge

Fils d'Auguste Pavin de Lafarge, administrateur délégué de la Société des Chaux et Ciments, conseiller général du canton de Viviers et chef de file de la politique modérée en Ardèche, et de Bénédicte Roux de Bézieux, et petit-fils de Léon Pavin de Lafarge, fondateur de la société Lafarge, il est élève de l'École centrale des arts et manufactures (promotion 1919) et devient industriel.
Conseiller général du canton de Viviers, il est élu sénateur de l'Ardèche le 20 octobre 1929. Il est réélu le 23 octobre 1938.
En 1931, il est nommé conseiller du commerce extérieur de la France, fonctions dans lesquelles il est renouvelé en 1936.
Il vote les pleins pouvoirs au maréchal Pétain, le 10 juillet 1940, à Vichy.

## Principaux mandats
- Conseiller général du canton de Viviers de 1927 à 1937.
- Sénateur de l'Ardèche de 1930 à 1940.

## Sources
- « Henri Pavin de Lafarge », dans le Dictionnaire des parlementaires français (1889-1940), sous la direction de Jean Jolly, PUF, 1960 [détail de l’édition]